# Людовик де Люксембург
Луи де Люксембург (фр. Louis de Luxembourg; 1418[…] — 19 декабря 1475, Париж) — глава французской ветви рода Люксембургов, носивший титул графа де Сен-Поль, Бриенн, Линьи и Конверсано. Один из самых могущественных вельмож Франции в царствование Людовика XI, коннетабль Франции, один из первых кавалеров ордена Святого Михаила.

## Биография
Сын Пьера I де Люксембурга, графа де Сен-Поль, и Маргариты де Бо. Поначалу состоял в дружественных отношениях с дофином Людовиком и сражался на его стороне. Его молодость омрачил спор с графом Мэнским за наследование Гиза. В 1465 году Люксембург выступил против короля на стороне Карла Смелого и Карла Беррийского. Гражданскую войну завершил Конфланский мир, по которому Люксембургу досталась рука Марии Савойской (сестры королевы) и титул коннетабля Франции.
По описанию Коммина, Люксембург отличался крайним вероломством и постоянно интриговал с герцогом Бургундским и английским королём Эдуардом IV (который был женат на его племяннице), добиваясь возобновления Столетней войны и раздела королевского домена между крупнейшими феодалами. После англо-французского мира в Пикиньи (август 1475) коннетабль послал неосторожное письмо Эдуарду, который не замедлил передать его французскому монарху.
В сентябре 1475 года коннетабль Люксембург был взят под стражу и препровождён в Бастилию. В декабре он был обезглавлен. Его сын от второго брака, Луи де Линьи, воспитанный Ла Салем, в силу близкого родства с королём занимал высокое положение при дворе, при Людовике XII управлял Пикардией, носил итальянские титулы герцога Адрии и Венозы. Коннетабля также пережили его незаконорожденные дети, включая епископов Ланского и Ангулемского.
Графский род Люксембург-Линьи, однако, продолжился через его детей от первого брака с Жанной де Бар (наследницей Суассона). Сын Людовика, Пьер II де Сен-Поль, ненадолго пережил отца; его владения унаследовала дочь, Мария де Люксембург, а от неё по прямой мужской линии происходят короли династии Бурбонов.